# Сарней, Жозе
Жозе́ Рибама́р Фере́йра ди Ара́ужу Ко́ста Сарне́й (порт. José Ribamar Ferreira de Araújo Costa Sarney; род. 24 апреля 1930, Пиньейру, Мараньян, Бразилия) — бразильский политик, писатель и государственный деятель. Губернатор штата Мараньян с 1966 по 1971 год, президент Бразилии с 1985 по 1990 год, спикер Сената в 1995—1997, 2003—2005 и в 2009—2013 годах.

## Ранняя карьера
Жозе Сарней родился в городе Пиньейру, штат Мараньян, в семье госслужащего (имел 13 братьев и сестёр). После окончания юридического факультета университета Мараньяна в 1953 году стал адвокатом. Одновременно получил известность как публицист и поэт.
Уже в студенческие годы начал политическую деятельность, вступил в Социал-демократическую партию (СДПБ). В 1954 году Сарней был избран федеральным депутатом от СДПБ. Однако вскоре, будучи во многом не согласным с руководством партии, перешёл в Национально-демократический союз (НДС) и с 1958 по 1962 год был депутатом от НДС. В 1966—1970 годах занимал пост губернатора штата Мараньян, в 1971 и 1978 годах был сенатором от родного штата. После образования в 1980 году Бразильской социал-демократической партии (БСДП) стал её председателем, однако в июле 1984 года сначала оставил этот пост, а потом и покинул партию из-за её поддержки военного руководства страны. Вместе с рядом бывших членов партии организовал Либеральный фронт.

## Приход к власти
Созданный в 1985 году альянс «Демократический союз», куда вошли ЛФ с Партией демократического движения Бразилии, на должность президента Бразилии был выдвинут Танкреду Невис, а Ж. Сарней — на должность вице-президента. На состоявшихся 15 января 1985 года выборах этот альянс одержал победу.
Так как Танкреду Невис не смог вступить в должность президента из-за болезни, 15 марта присягу вместо него принёс Сарней. 21 апреля 1985 года Невис умер, и Сарней официально занял должность президента Бразилии.

## В должности президента
Национальный конгресс в мае 1985 года одобрил ряд политических реформ, предложенных Ж. Сарнеем. Была отменена практика избрания президента коллегией выборщиков, введённая военным режимом; отменён ценз грамотности при выборах, что сразу увеличило количество избирателей на 20 млн.
11 июля 1985 года правительством Сарнея была легализована деятельность десяти политических партий, в том числе и коммунистической, 11 октября президентом был подписан декрет об аграрной реформе, по которой землю получали 1,4 млн крестьянских семей за счёт экспроприации непродуктивных хозяйств крупных землевладельцев с выплатой компенсации, а также за счёт государственных территорий. Правительство обязалось оказать получающим землю техническую и финансовую помощь, создать в заселяемых районах сеть здравоохранения и просвещения. В тот период 10 млн крестьян не имели земли, а 70 % угодий принадлежало крупным латифундистам.
15 ноября того же года в стране состоялись первые за 20 лет свободные муниципальные выборы, в которых приняли участие 29 партий.
Но главным событием президентства Сарнея стало принятие новой, демократической Конституции. Для разработки основного закона была специально созвана Национальная учредительная ассамблея. Кроме того, в работе над документом приняла участие значительная часть населения страны. В итоге новая Конституция Бразилии, которая действует и по сей день, была официально провозглашена 5 октября 1988 года.

## Дальнейшая карьера
После ухода с должности президента Сарней был сенатором от штата Амапа, несколько раз возглавлял Верхнюю палату Национального конгресса.
Член Академии литературы Бразилии.